# 1998 DE5
1998 DE5 är en asteroid i huvudbältet som upptäcktes den 22 februari 1998 av NEAT vid Haleakalā-observatoriet.
Asteroiden har en diameter på ungefär 6 kilometer.